# 北馬其頓國家和大學圖書館
北馬其頓國家和大學圖書館是北馬其頓共和國的國家圖書館，位於首都斯科普里。

## 历史
馬其頓共和國有著很強的圖書館傳統，其歷史可以追溯至9世紀。在這一時期馬其頓的修道院就已經設有圖書館。在1962年的大洪水和1963年的地震當中，圖書館大樓幾乎完全被毀。1972年，馬其頓國家和大學圖書館搬入新大樓。

## 外部連結
- National and University Library "St. Kliment of Ohrid"（页面存档备份，存于） – website
- Digital Library of Macedonia
- Online Public Access Catalog （页面存档备份，存于）
- Old Slavic Manuscripts from Macedonia
- Macedonian eLibraries